# Femi Seriki
Oluwafemi "Femi" Ibrahim Seriki (Manchester, 28 april 2002) is een Engels voetballer van Nigeriaanse komaf. Hij wordt in het seizoen 2021/22 door Sheffield United uitgeleend aan Beerschot VA.

## Carrière
Seriki ruilde de jeugdopleiding van Bury FC in 2019 voor die van Sheffield United FC. Na een goed seizoen in de Professional Development League 2, waarin hij goed was voor 5 goals in 24 competitiewedstrijden voor de U23 van Sheffield, mocht hij op 19 mei 2021 zijn Premier League-debuut vieren: op de voorlaatste speeldag liet trainer Paul Heckingbottom hem tegen Newcastle United in de slotfase invallen voor Jayden Bogle.
In augustus 2021 werd hij voor één seizoen uitgeleend aan Beerschot VA, een zusterclub van Sheffield.